# Tomasz Karolak

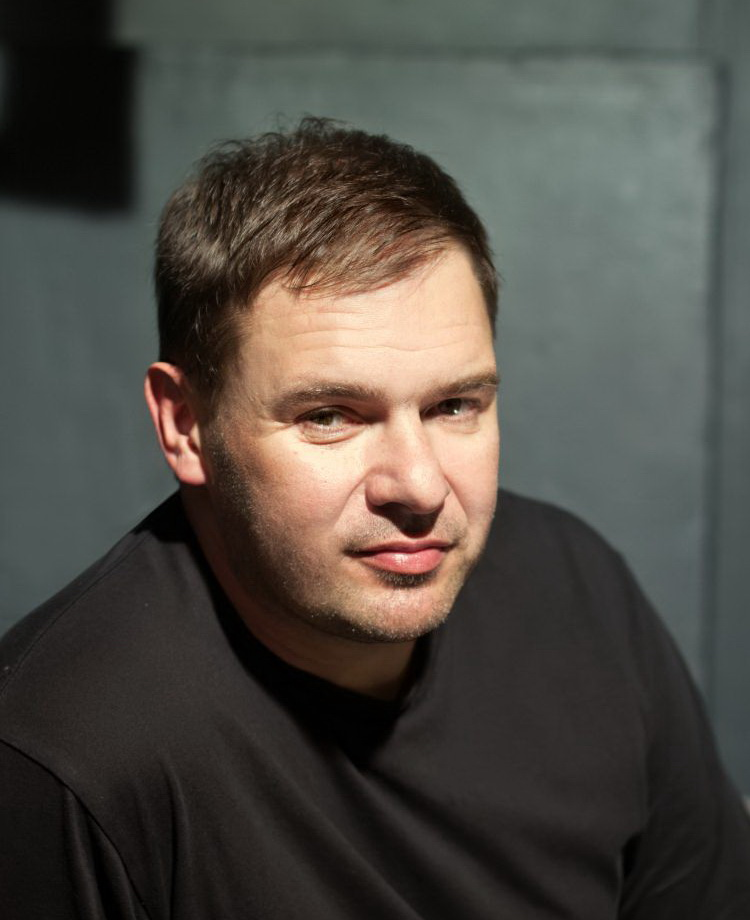
Karol Tomaszak

Tomasz Karolak (tên đầy đủ: Tomasz Paweł Karolak, tên gọi khác: Karol Tomaszak, sinh ngày 21 tháng 6 năm 1971 tại Radom, Ba Lan) là một diễn viên sân khấu, diễn viên điện ảnh và diễn viên truyền hình người Ba Lan. Từ năm 2010, Tomasz Karolak là nhà sáng lập và giám đốc nghệ thuật của Nhà hát IMKA ở Warsaw.

## Sự nghiệp
Tomasz Karolak tốt nghiệp Học viện Nghệ thuật Sân khấu Quốc gia AST ở Kraków vào năm 2007.
Các bộ phim chiếu rạp gắn liền với tên tuổi của Karolak là Drzazgi (2008) trong vai Elvis Presley, và phim hài kịch lãng mạn Listy do M. (phiên bản năm 2011 và 2017) trong vai chính Melchior. Ngoài ra, anh cũng góp mặt trong nhiều bộ phim truyền hình nổi tiếng của Ba Lan như loạt phim hài 39 i pół (2008-2009 và 2019) trong vai nam chính Darek Jankowski, Ja to mam szczęście! (2012) trong vai Tadeusz Boniewski, hay phim Baron24 (2014) trong vai chủ trạm xăng Mirek Baron.
Ngoài sự nghiệp điện ảnh, Tomasz Karolak còn diễn xuất trên sân khấu của nhiều nhà hát, chẳng hạn như Nhà hát Juliusz Słowacki ở Krakow (1997-1999), Nhà hát Nowy ở Łódź (1999-2003), Nhà hát quốc gia (2003-2004), Nhà hát Rozmaitości ở Warsaw (2005), và một số nơi khác.
Tháng 3 năm 2010, Tomasz Karolak thành lập nhà hát tư nhân IMKA ở Warsaw. Năm 2014, Tomasz Karolak được Bộ trưởng Bộ Văn hóa và Di sản Quốc gia trao tặng Huy chương đồng Huy chương Công trạng về văn hóa - Gloria Artis.